# Postoorlog

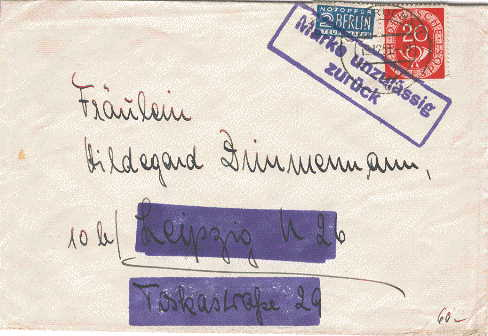
Voorbeeld van de postoorlog rond het zegeltje ‘Notopfer Berlin’ tussen 1949 en 1956. Het blauwe zegeltje ter waarde van 2 Pfennig moest in de Bondsrepubliek Duitsland verplicht worden bijgeplakt op alle binnenlandse post. Bijplakken op buitenlandse post en post naar de DDR, was niet verplicht. Het werd in de DDR ook niet op prijs gesteld, zoals blijkt uit deze brief naar het Oost-Duitse Leipzig, die is teruggestuurd naar de afzender met een stempel ‘Zegel niet toegestaan. Terug’.

Een postoorlog is de situatie dat de postdienst van het ene land de post uit het andere land niet accepteert. Doorgaans heeft dat politieke achtergronden; vaak zit op die post een postzegel met een afbeelding die voor het ontvangende land niet acceptabel is.
De reactie van de postdienst van het ontvangende land kan variëren:
- Het poststuk wordt naar de afzender teruggestuurd.
- De gewraakte afbeelding wordt (bijvoorbeeld met een viltstift) weggewerkt.
- De postdienst beschouwt de bewuste postzegel als ongeldig en heft strafport bij de geadresseerde.

## Tijdbepaling
De bekendste postoorlogen vonden plaats in de periode van de Koude Oorlog, maar het verschijnsel is ouder. De oudst bekende postoorlog is die tussen Frankrijk en Duitsland in de jaren 1870-1872. Een recente postoorlog is die van 1999 tussen Frankrijk en Libanon. Dit laatste voorbeeld laat al zien dat het verschijnsel ook niet beperkt is gebleven tot Europa.
Ook in de 21e eeuw komen nog steeds postoorlogen voor. Zo waren er regelmatig strubbelingen tussen Griekenland en Macedonië over het gebruik van de naam ‘Macedonië’ op postzegels en in de adressering van post naar het buurland. In de jaren 2000-2008 voorzag de Griekse postdienst post uit Macedonië van een stempel ‘Door Griekenland erkend als ΠΓΔΜ/FYROM’ (de Griekse, respectievelijk Engelse afkorting voor ‘Voormalige Joegoslavische Republiek Macedonië’). Volgens een krantenbericht uit 2008 stuurden Griekenland en Macedonië in dat jaar elkaars post zelfs terug. Beide postdiensten ontkennen dit echter en er zijn ook geen voorbeelden bekend.

## Beknopte geschiedenis van de postoorlogen
Hier volgt een chronologische en onvolledige lijst van bekende postoorlogen. Hierbij moet aangetekend worden dat een postoorlog voor veel filatelisten een mooie gelegenheid is om een interessant verzamelobject te bemachtigen. Veel poststukken naar het ‘vijandige’ land worden opzettelijk van de gewraakte postzegel voorzien in de hoop op terugzending.

### Tot aan de Koude Oorlog
- 1870-1872 Postoorlog tussen Elzas-Lotharingen als deel van het Duitse Rijk en Frankrijk. Dit gebied was in 1870 tijdens de Frans-Duitse Oorlog door het Duitse Rijk bezet en in 1871 geannexeerd. Tot in mei 1872 werd post uit Elzas-Lotharingen die was gefrankeerd met noodzegels van dat gebied en later met Duitse zegels, in Frankrijk met strafport belast. Als tegenmaatregel werd post met Franse postzegels in Elzas-Lotharingen ook beport. Tot in mei 1872, toen een verdrag tot stand kwam, werd post naar beide kanten alleen ongemoeid gelaten als deze met zowel Franse als Duitse zegels was gefrankeerd.
- 1914 Postoorlog van Mexico tegen de Verenigde Staten. In 1914 werd het Mexicaanse Veracruz tijdelijk door de Verenigde Staten bezet. Mexico accepteerde post uit Veracruz die met Amerikaanse postzegels was gefrankeerd, niet en hief strafport over deze post. De VS losten het probleem pragmatisch op: door de inwoners van Veracruz toe te staan post naar Mexico met Mexicaanse postzegels te frankeren. Deze poststukken werden door Mexico zonder problemen doorgelaten.
- 1924-1935 Postoorlog van China tegen Mongolië. China erkende de Mongoolse onafhankelijkheid niet. Alle brieven uit Mongolië gefrankeerd met Mongoolse postzegels werden in deze periode in China met strafport belast.
- 1932-1945 Postoorlog van China tegen Mantsjoekwo. China erkende deze Japanse vazalstaat niet. De Chinese postdienst maakte de landsnaam op de postzegels en de Japanse datum in de stempels van Mantsjoekwo onleesbaar en hief strafport. Mantsjoekwo loste het probleem op door speciale postzegels voor het postverkeer met China uit te geven, waarop geen landsnaam stond. Die werden wel geaccepteerd.

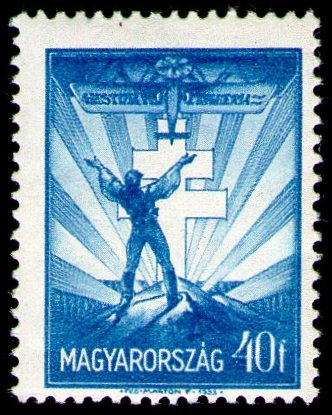
Luchtpostzegel van Hongarije, 1933. Het vliegtuig draagt het opschrift ‘Gerechtigheid voor Hongarije’. Op de achtergrond het patriarchaal kruis, dat ook in Slowakije als nationaal symbool geldt. Deze postzegel (Michel nr. 505) werd niet geaccepteerd op post naar Tsjecho-Slowakije (net zomin als de zegel van 20 fillér met dezelfde afbeelding in dezelfde serie)

- 1933-1938 Postoorlog tussen Hongarije en Tsjecho-Slowakije. Tsjecho-Slowakije nam aanstoot aan twee luchtpostzegels van Hongarije (Michel 504/505). Die lieten een vliegtuig zien met de naam ‘Gerechtigheid voor Hongarije’. Tsjecho-Slowakije vatte dat (waarschijnlijk niet ten onrechte) op als de wens om gebieden die Hongarije na de Eerste Wereldoorlog aan Tsjecho-Slowakije had afgestaan, weer terug te krijgen. Zendingen met deze zegels werden met de hand of met een sticker van het opschrift ‘Niet toegelaten’ voorzien en teruggestuurd naar de afzender. Als tegenmaatregel ging Hongarije hetzelfde doen met Tsjecho-Slowaakse postzegels met het kruis van Slowakije, dat volgens de Hongaren een Hongaars symbool was. Poststukken met deze zegels werden van een stempel of sticker met de tekst ‘niet toegelaten’ voorzien en teruggestuurd naar de afzender.

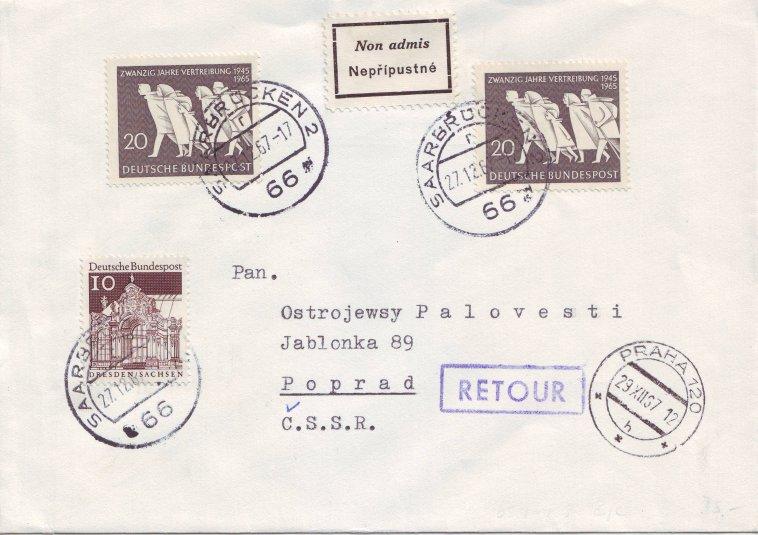
Deze brief uit 1967 van Saarbrücken naar Poprad in het toenmalige Tsjecho-Slowakije was onder andere gefrankeerd met twee postzegels gewijd aan de verdrijving van Duitsers na de Tweede Wereldoorlog (Michel nr. 479). Die zegels waren in Tsjecho-Slowakije (dat zelf ook een groot aantal Duitsers verdreven had) niet acceptabel. Ook de derde zegel, met een bouwwerk uit de DDR, lag gevoelig. Daarom is de brief vanuit Praag teruggestuurd naar de afzender. Overigens is dit hoogstwaarschijnlijk een door de afzender gefabriceerde brief. Die wilde een geweigerde brief voor zijn verzameling.

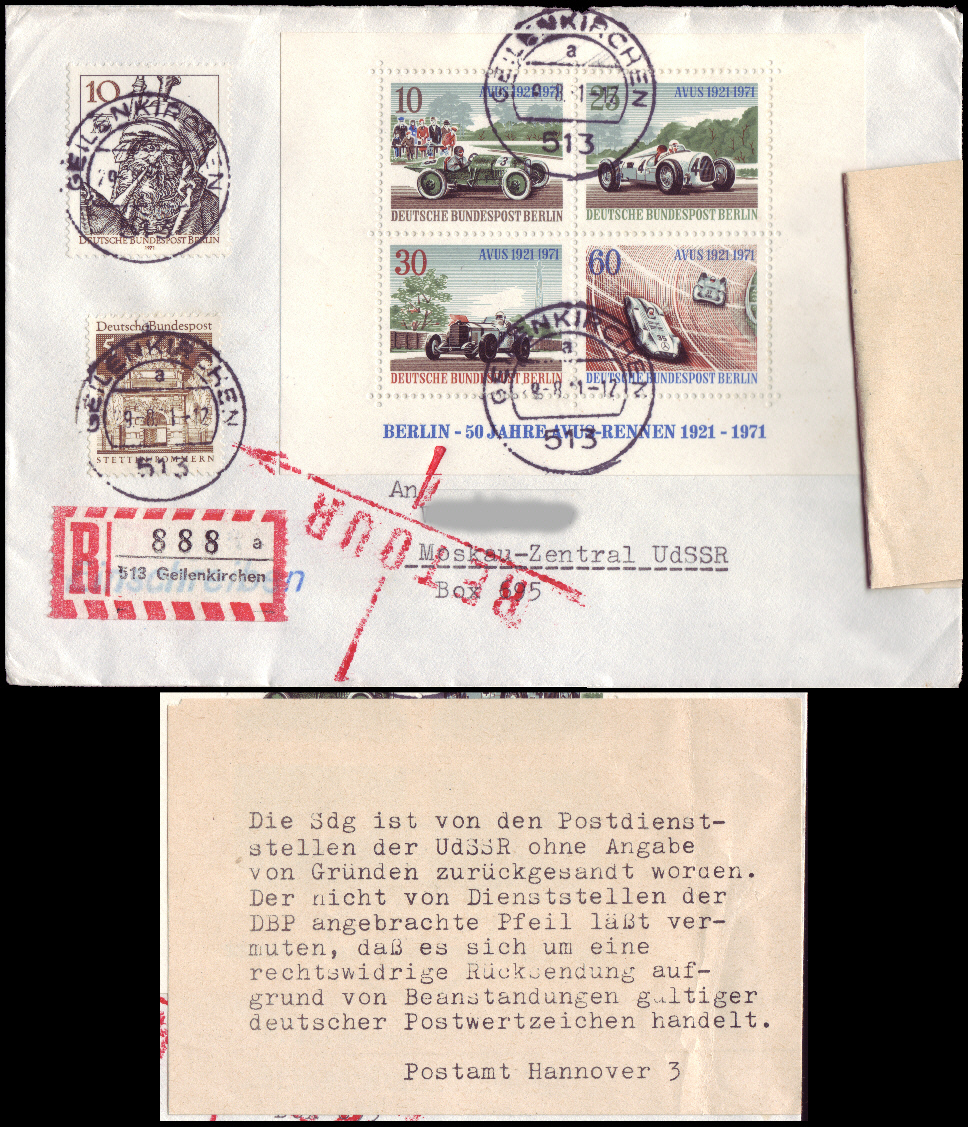
Postoorlogbrief uit 1971. Deze brief van Geilenkirchen naar Moskou is teruggestuurd op grond van een van de geplakte zegels (aangegeven door de pijl). Deze zegel uit de serie ‘Deutsche Bauwerke aus 12 Jahrhunderten’ (verschenen tussen 1964 en 1969; het gaat hier om Michel nr. 489) laat een bouwwerk in ‘Stettin/Pommern’ zien. Die stad heette toen al enige tijd Szczecin en lag in Polen. Vanwege het gebruik van de oude Duitse naam stuurde de Sovjet-Unie de brief terug naar de afzender. Dat de Bondsrepubliek in 1970 de Oder-Neissegrens had erkend, had de Sovjetautoriteiten kennelijk niet milder gestemd. Op de achterkant plakte de Deutsche Bundespost een uitvoerige en wat verontwaardigde verklaring voor de terugzending.

### Tijdens de Koude Oorlog
- 1948/49 Berlijnse postoorlog. West-Berlijn begon op 3 september 1948 met de uitgifte van eigen postzegels. De Sovjet-bezettingszone in Duitsland (Duits: Sowjetische Besatzungszone, afgekort SBZ) weigerde die zegels te erkennen. Brieven met deze zegels werden teruggestuurd of met strafport belast. Als tegenmaatregel ging de West-Berlijnse postdienst op zijn beurt brieven met SBZ-zegels terugsturen of met strafport belasten.
- 1949-1956 Postoorlog rond het zegeltje ‘Notopfer Berlin’ tussen de Amerikaanse, Britse en Franse bezettingszones in Duitsland en later de Bondsrepubliek Duitsland aan de ene kant en de Sovjet-bezettingszone in Duitsland (SBZ) en later de Deutsche Demokratische Republik (DDR) aan de andere kant. Als het zegeltje werd aangetroffen op een zending naar de SBZ/DDR (op zo’n zending was het zegeltje overigens niet verplicht), werd de zending teruggestuurd naar de afzender. Vanaf 1952 werd doorgaans alleen het zegeltje zwart gemaakt of soms verwijderd.
- 1959/60 Postoorlog wegens de postzegels en stempels ter gelegenheid van het ‘Wereldvluchtelingenjaar’. De Verenigde Naties hadden de periode juni 1959 tot de zomer van 1960 uitgeroepen tot Wereldvluchtelingenjaar. Rond 70 landen gaven postzegels uit ter gelegenheid van dit evenement; Nederland bijvoorbeeld NVPH 736/737. Polen, Tsjecho-Slowakije, Roemenië en de Sovjet-Unie stuurden post met deze zegels terug naar de afzender of maakten de zegels zwart. In Polen werden de zegels soms verwijderd en vervangen door een stempel ‘Aangekomen zonder geldige frankering’.
- 1961 Postoorlog tussen Oost- en West-Berlijn. Twee postkantoren in Oost-Berlijn gebruikten poststempels met de tekst ‘Berlin Hauptstadt der DDR’. Als plaagstootje voorzag de postdienst van West-Berlijn post met dergelijke stempels van een extra stempel ‘Berlin Hauptstadt Deutschlands’ of ‘Berlin Hauptstadt Deutschlands – nicht der Sowjetzone’ (‘Berlijn hoofdstad van Duitsland – niet van de Sovjetzone’).

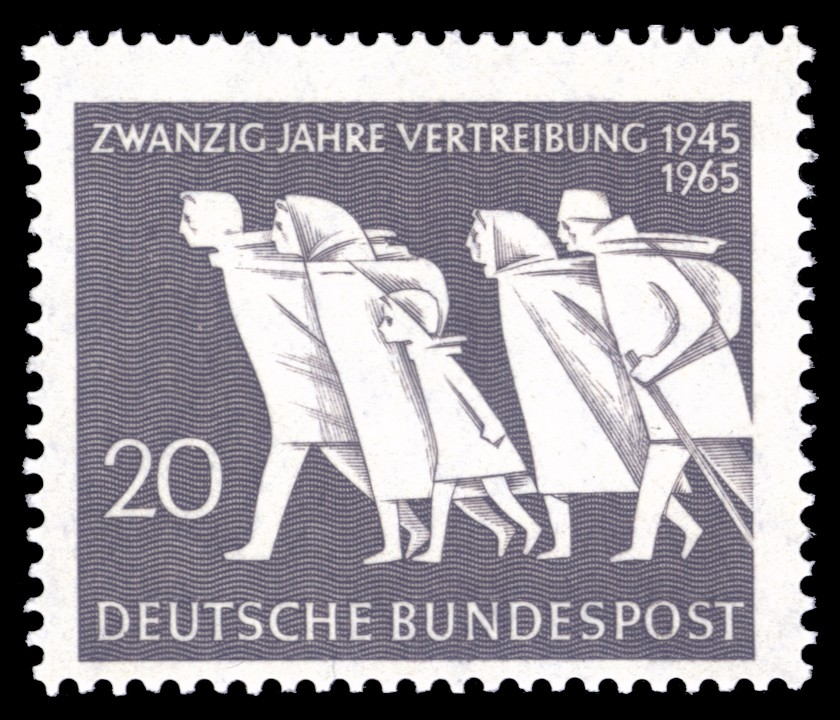
Postzegel ‘20 jaar verdrijving’, gewijd aan de verdrijving van Duitsers na de Tweede Wereldoorlog (Michel nr. 479)

- 1965-1967 Postoorlog tussen de Bondsrepubliek Duitsland en de Oostbloklanden. De postzegel ‘20 jaar verdrijving’ van de Deutsche Bundespost (28 juli 1965, Michel nr. 479) werd in de Oostbloklanden als ‘revanchistisch’ beschouwd. Post met deze zegel werd teruggestuurd of kreeg een speciale behandeling, waarbij de postzegel werd overgeverfd (dat gebeurde in de DDR, met verf in verschillende kleuren). Ook de Volksrepubliek China, Noord-Korea en Mongolië stuurden post met deze zegel terug.
- 1965-1970 Postoorlog tussen Rhodesië en Groot-Brittannië. Omdat Groot-Brittannië de onafhankelijkheid van Rhodesië niet erkende, werden ook de daar verschenen postzegels niet erkend. Post uit Rhodesië werd met strafport belast. Ook andere landen van het Britse Gemenebest, zoals India (dat de postoorlog voortzette tot in 1976), Mauritius, Malawi en Zambia deden daaraan mee. Uiteraard heeft deze postoorlog weinig met de Koude Oorlog te maken, maar hij valt toevallig wel in deze periode.

Postzegel uit 1966 van de DDR ter herinnering aan de Duitse strijders aan de republikeinse kant in de Spaanse Burgeroorlog. Deze zegel laat de Duitse communist Artur Becker zien, die door de troepen van Franco gevangen werd genomen en vermoedelijk geëxecuteerd (Michel nr. 1201)

- 1966 Postoorlog tussen de Duitse Democratische Republiek en Tsjecho-Slowakije aan de ene kant en Spanje aan de andere kant. Zowel de DDR als Tsjecho-Slowakije had postzegels uitgegeven die waren gewijd aan de strijders aan de republikeinse kant in de Spaanse Burgeroorlog (DDR Michel nr. 1196-1201, Tsjecho-Slowakije Michel nr. 1637). In Spanje was toen nog Francisco Franco aan de macht, in de burgeroorlog de leider van het andere kamp. Post gefrankeerd met deze zegels was in Spanje dan ook niet welkom en werd teruggestuurd. De DDR-postdienst voorzag teruggestuurde brieven van een uitvoerige verklaring, de Tsjecho-Slowaakse postdienst van een speciale sticker.
- 1966-1972 Postoorlog tegen enkele zegels uit de West-Duitse serie ‘Deutsche Bauwerke aus zwölf Jahrhunderten’ (1964-1969). Een paar zegels uit deze serie laten bouwwerken zien uit de toenmalige Duitse Democratische Republiek en het huidige Polen en Rusland. Bovendien werden op de zegels de oude Duitse namen van die plaatsen gebruikt, zoals Stettin voor Szczecin en Königsberg voor Kaliningrad. De DDR, Polen, Tsjecho-Slowakije en de Sovjet-Unie maakten de betreffende zegels zwart of stuurden de poststukken terug.
- 1967-1972 Postoorlog tussen Israël en enkele Oostbloklanden. Postzegels van Israël met militaire of politieke thema’s die de Duitse Democratische Republiek, Polen of de Sovjet-Unie niet zinden (zoals afbeeldingen van het door Israël geannexeerde Oost-Jeruzalem) werden in die landen niet geaccepteerd. Post met die zegels ging met een stempel, sticker of handgeschreven opmerking ‘retour’ terug naar de afzender. De Sovjet-Unie liet de post een enkele keer door, maar dan wel na verwijdering van de aanstootgevende zegel.

- 1971 Postoorlog tussen de Bondsrepubliek Duitsland en de Duitse Democratische Republiek. Eerstedagenveloppen met de zegels ‘10 jaar Antifascistische Beschermingsmuur’ (de Oost-Duitse term voor de Berlijnse Muur, Michel nr. 1691), ‘Onoverwinnelijk Vietnam’ (Michel nr. 1699) en ‘Internationale gedenkplaatsen’ (Michel nr. 1705) werden door de Deutsche Bundespost teruggestuurd naar de afzender. Het ging hierbij niet om de postzegels; die werden op andere post gewoon doorgelaten, maar om de afbeeldingen op de eerstedagenveloppen.
- 1971/72 Postoorlog tussen Guatemala en Belize. Tot 1991 maakte Guatemala aanspraken op Belize. Guatemala heeft ook een aantal postzegels uitgegeven waarop Belize als deel van Guatemala is weergegeven. Na de uitgifte van een dergelijke zegel in 1971 stuurde Belize post die daarmee was gefrankeerd terug met een stempel ‘Returned to sender for the reason stated below – Stamp/s affixed bearing a slogan which casts doubt about the sovereignty of our country’ (‘Teruggestuurd naar de afzender wegens de onder weergegeven reden – Postzegel(s) met een leus die twijfel zaait over de soevereiniteit van ons land’). Deze postoorlog hield geen verband met de Koude Oorlog, maar viel wel in die periode.
- 1985-1989 Postoorlog tussen de Bondsrepubliek Duitsland aan de ene kant en de Duitse Democratische Republiek, Polen, Tsjecho-Slowakije, Bulgarije, de Sovjet-Unie, Mongolië en Afghanistan aan de andere kant. De postzegels ‘40 jaar Heimatvertriebene’ (Michel nr. 1265), ‘30 jaar Bundeswehr’ (Michel nr. 1266) en ‘Reichstagsgebäude’ (Michel nr. 1287) werden in de genoemde landen niet geaccepteerd. Post gefrankeerd met deze zegels werd teruggestuurd. In dezelfde periode stuurde de Deutsche Bundespost eerstedagenveloppen met de DDR-postzegel ‘25 Jaar Antifascistische Beschermingsmuur’ (Michel nr. 3037) terug.

### Na de Koude Oorlog
- 1988-1992 Postoorlog tussen de Volksrepubliek China en Taiwan. In 1988 werd postverkeer tussen China en Taiwan mogelijk door tussenkomst van het Rode Kruis. Vanaf 1989 is er rechtstreeks postverkeer mogelijk, maar dat ging in het begin niet zonder strubbelingen. Beide landen maakten onwelgevallige zegels of opschriften van het andere land zwart. De postoorlog herleefde in 2007, toen Taiwan op post naar het buitenland een stempel zette waarmee propaganda werd gemaakt voor toelating van het land tot de Verenigde Naties. Post met dat stempel werd door China geweigerd.[2]
- 1999 Postoorlog van Libanon tegen Frankrijk. De Franse postzegel ‘40 Jaar diplomatieke betrekkingen tussen Frankrijk en Israël’ (24 januari 1999, Yvert nr. 3217) werd op post naar Libanon niet geaccepteerd. De post werd retour gestuurd. De Franse postdienst stopte de teruggekomen poststukken in een neutrale envelop en stuurde ze terug naar Libanon.